# Cleteomonomma descarpentriesi
Cleteomonomma descarpentriesi is een keversoort uit de familie somberkevers (Zopheridae). De wetenschappelijke naam van de soort werd in 1957 gepubliceerd door Heinz Freude.